# Wiltrud Holik
Wiltrud Holik (* 1940) ist eine ehemalige deutsche Diplomatin.

## Leben
1963 lernte sie Josef Holik, ihren späteren Mann, in Chennai kennen. 1988 war Holik Frauenbeauftragte des Deutschen Außenministeriums in Bonn.
Von 1971 bis 1974 lebte sie in Somalia, als ihr Mann deutscher Botschafter in Mogadischu war. Vom 1. September 1995 bis 21. September 1999 war Wiltrud Holik bei der Regierung in Addis Abeba akkreditiert. In dieser Zeit stattete der damalige Bundespräsident Roman Herzog mit den Ministern Klaus Kinkel und Carl-Dieter Spranger Äthiopien einen Staatsbesuch ab. 1999 bis 2002 war Holik Botschafterin in Österreich.
Der Menschenrechtsbericht des US-Außenministeriums, der Bericht des Human Rights Watch für Afrika und der Länderbericht von Amnesty International stellten in der Amtszeit von Wiltrud Holik fest, dass in Äthiopien Menschen, die verdächtigt werden, oppositionelle politische Bewegungen zu unterstützen (im Besonderen Angehörige des Oromo- und des Somali-Volkes) stark gefährdet sind, misshandelt oder willkürlich verhaftet zu werden.
Holik erklärte in ihren Berichten, dass es für Angehörige des Oromo-Volkes keine Probleme gibt, solange es sich nicht um Terroristen handelt.

## Auszeichnungen
- 1986: Großes Goldenes Ehrenzeichen für Verdienste um die Republik Österreich[5]
- 2002: Großes Silbernes Ehrenzeichen am Bande für Verdienste um die Republik Österreich[6]